# Primizkreuz Angerstraße (Biburg)

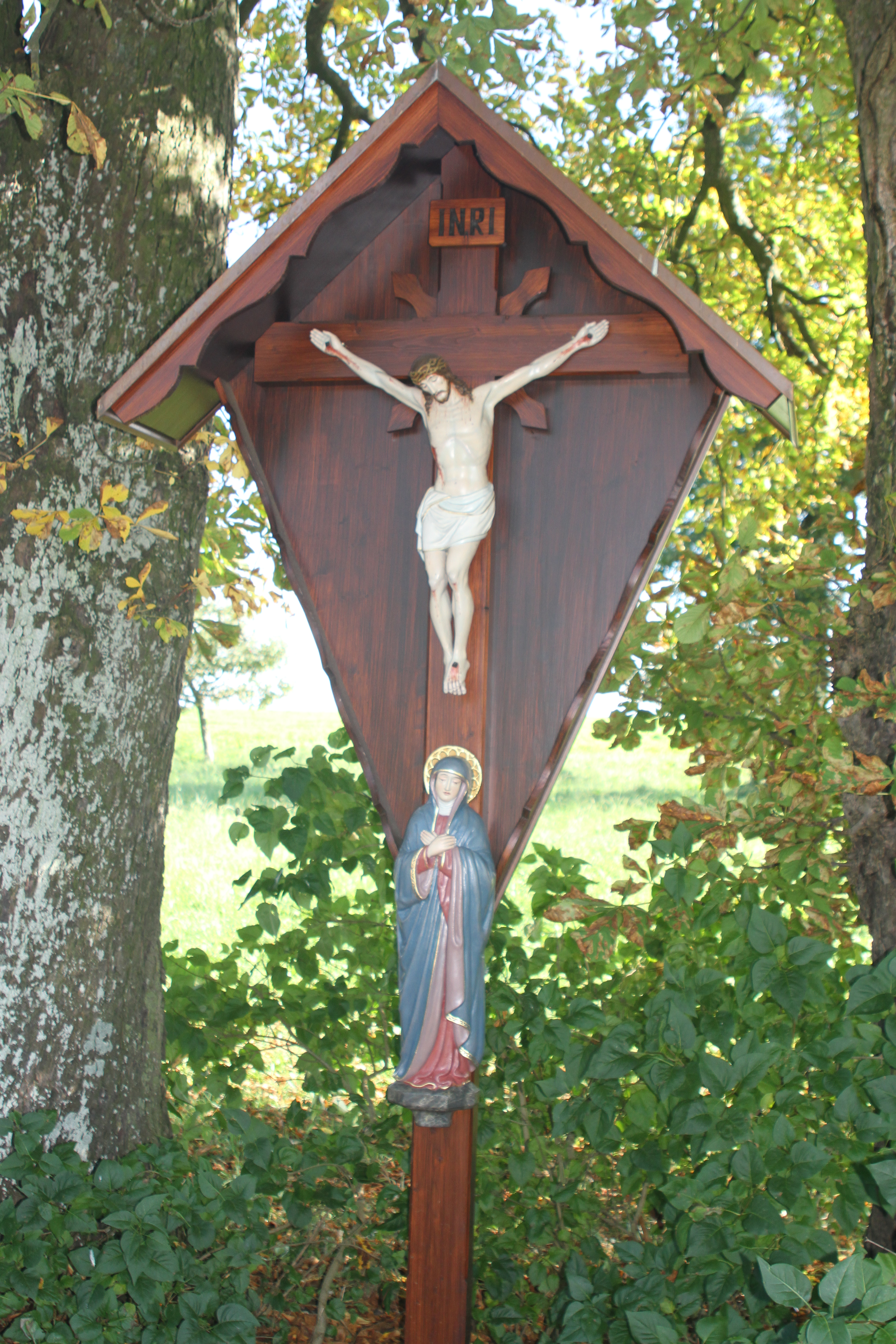
Primizkreuz in Biburg

Das Primizkreuz an der Angerstraße am südlichen Ortsrand von Biburg, einem Gemeindeteil von Alling im oberbayerischen Landkreis Fürstenfeldbruck, wurde 1844 anlässlich einer Primiz errichtet. Das Kreuz ist ein geschütztes Baudenkmal. 
Unter dem mit einem kleinen Dach versehenen Kruzifix ist eine Figur der heiligen Maria als Schmerzensmutter angebracht.